# St. Erhard (Roggenstein)

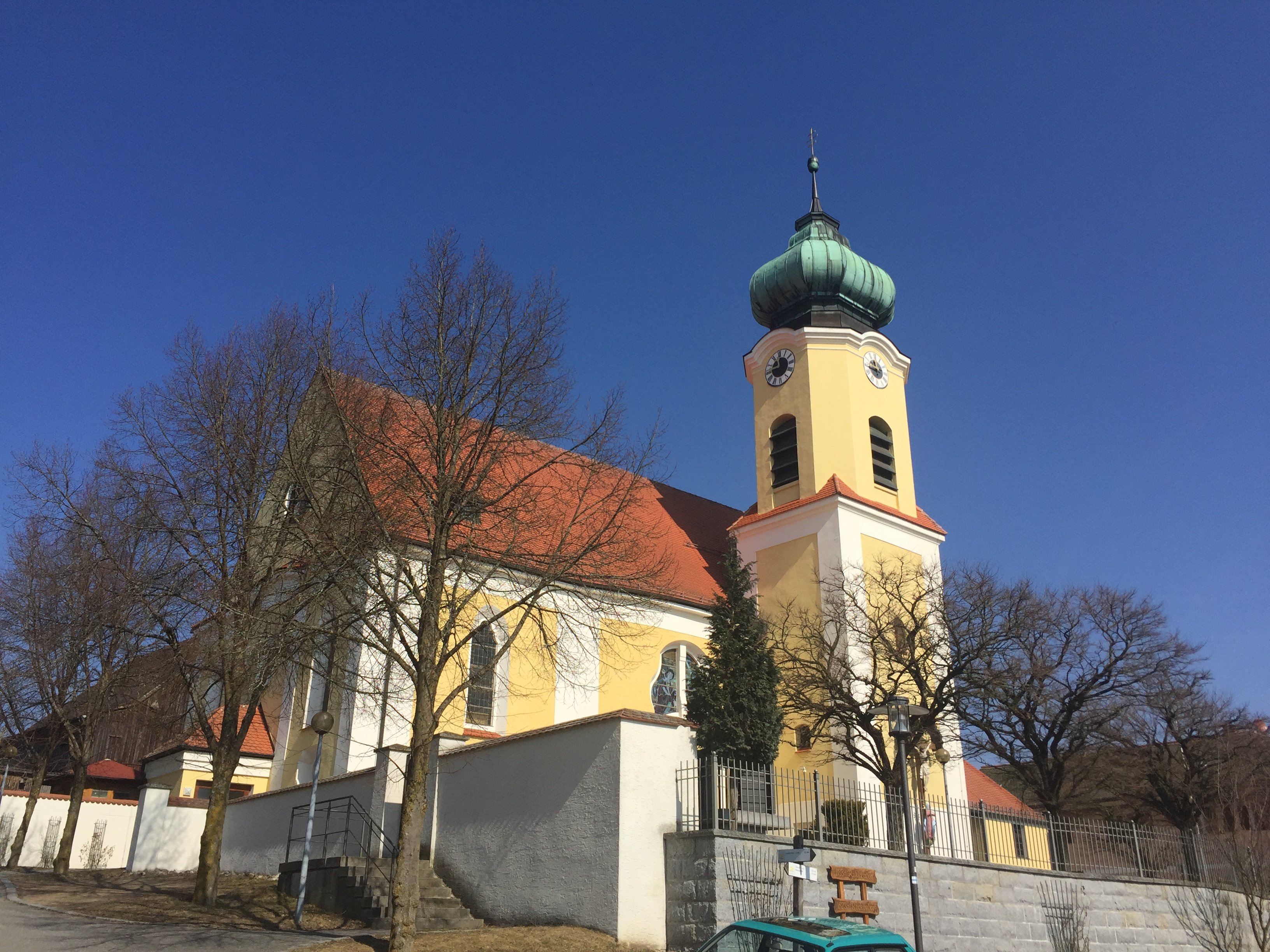
Pfarrkirche St. Erhard

Die Pfarrkirche St. Erhard in Roggenstein bei Vohenstrauß ist ein römisch-katholisches Kirchengebäude im Dekanat Leuchtenberg im Bistum Regensburg. Das Kirchenpatrozinium wird am 8. Januar begangen.

## Geschichte
Eine Pfarrei Roggenstein ist erstmals 1350 bezeugt, der erste namentlich bekannte Pfarrer war Wolfgang Löckll (1498). Im Zuge der Reformation führte der Grundherr Walter von Habsberg hier das Luthertum ein. Bis 1602 blieb Roggenstein evangelisch, was zu Streitigkeiten mit den Landgrafen von Leuchtenberg führte. Die Pfarrei wurde eingezogen und Roggenstein wurde eine Filiale der Pfarrei Michldorf. Die Kirche in Roggenstein diente als Simultankirche, wurde aber vernachlässigt. Unter dem neuen Besitzer Baron von Seipoldsdorf wurde die Pfarrei wieder errichtet und blieb bis heute bestehen.

## Baugeschichte
Die Pfarrkirche wurde 1720 erstmals umgebaut und vergrößert. Da die alte Pfarrkirche von Roggenstein sowohl 1788 als auch 1873 Opfer von zwei Bränden und danach nur notdürftig instandbesetzt wurde, wurde das Kirchengebäude abgerissen.
An gleicher Stelle wurde im Jahr 1911 der Grundstein für die heutige Kirche gelegt. Errichtet wurde sie nach den Plänen des Architekten Heinrich Hauberrisser im neubarocken Stil. Eine unter dem Altarraum und der Sakristei befindliche Gruft, welche gut erhaltene Särge des früheren Adels enthielt, wurde bei den Arbeiten zugeschüttet.
Geweiht wurde die neue Pfarrkirche durch den Regensburger Bischof Antonius von Henle am 20. Juni 1914. Der Friedhof um die Kirche war bereits 1900 zu Gunsten eines neuen beseitigt worden; auf die Sicherung alter Grabsteine wurde vergessen.

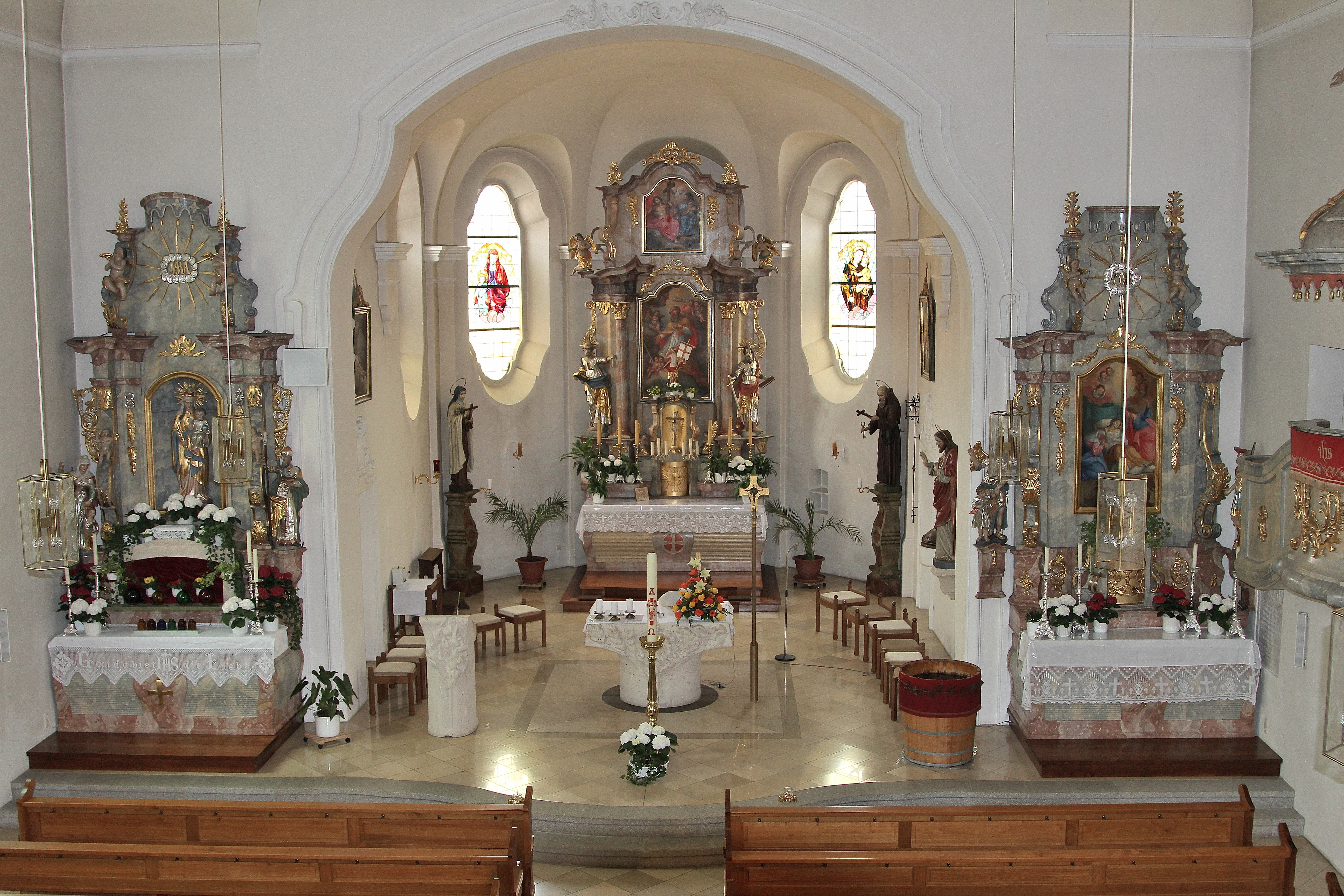
Haupt- und Nebenaltäre der Kirche St. Erhard

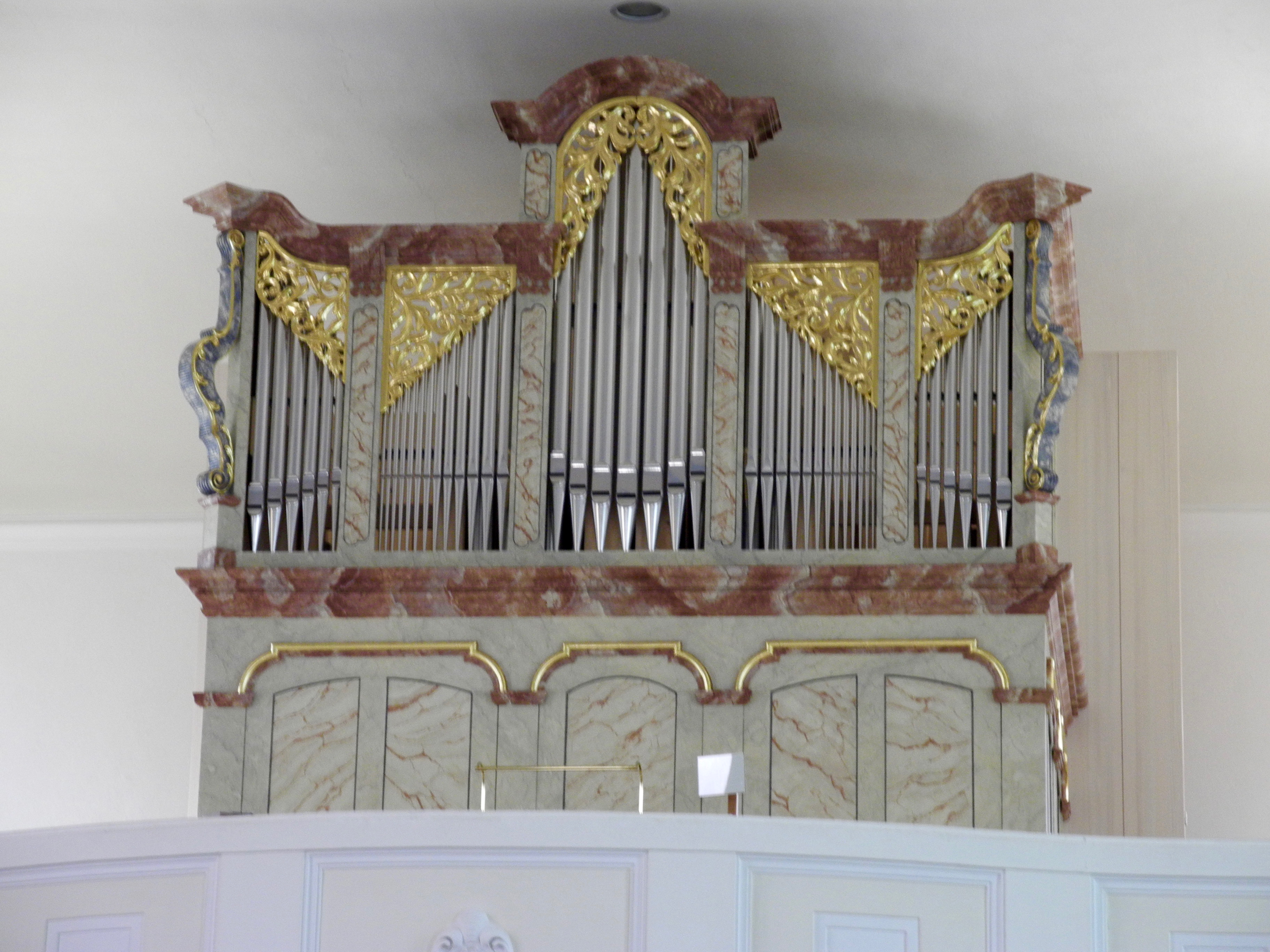
Orgel der Kirche St. Erhard

## Ausstattung
Die Spätbarockaltäre mit Figuren stammen aus der Zeit um 1720. Den neuen Volksaltar schuf der Bildhauer Max Fischer aus Neustadt an der Waldnaab bei einer Kirchenrenovierung zwischen 1991 und 1996. Der komplette Altarraum wurde im Zuge dieser Gesamtrenovierung neu konzipiert.
Das große Deckenfresko vom Amberger Kirchenmaler Michael Neunert stammt aus dem Jahr 1958. Die Fenster im Kirchenschiff wurden von der Firma Schneider aus Regensburg geschaffen. Die Kanzel ist im Stil des Rokoko ausgeführt, auf dem Schalldeckel ist Christus als Sämann dargestellt. Die Kreuzwegbilder im Nazarenerstil wurden 1860 geschaffen. Bei den Kirchenstühlen blieben die alten Stuhlwangen erhalten. Der Taufstein ist aus Granit im Oberpfälzer Typus gemeißelt, ist halb in die Mauer eingelassen und hat einen Durchmesser von 87 cm. Aus der ersten Hälfte des 16. Jahrhunderts stammt die Taufschüssel, welche das Motiv „Maria mit dem Kind“ trägt.

## Orgel
Die Orgel wurde im Jahr 1919 von der Firma Ignaz Weise aus Plattling gebaut. Das Instrument wurde in der Zwischenzeit mindestens einmal umgebaut, wobei der Registerbestand erheblich verändert wurde. Heute besitzt die Orgel zehn Register auf zwei Manualen und Pedal. Das Gehäuse ist mit Schnitzereien und seitlich schräggestellten Zierbalken geschmückt. Vermutlich wurde von der Firma Weise der Zierrat einer alten Orgel wiederverwendet, möglicherweise stammen die Teile von der ehemaligen Roggensteiner Orgel der alten Kirche. 2011 wurde das Instrument gegen eines der  Orgelwerkstatt Wegscheider mit 20 Registern auf zwei Manualen und Pedal ersetzt.

## Glocken
Der Kirchturm von St. Erhard trägt in seiner Glockenstube drei Glocken aus der Nachkriegszeit:
| Nr. | Name                            | Gussjahr | Gießer, Gussort                | Schlagton | Inschrift                       |
| 1   | Dreifaltigkeitsglocke           | 1949     | Glockengießerei Perner, Passau | g1        | ZU EHREN DER HL. DREIFALTIGKEIT |
| 2   | Marienglocke                    | 1949     | Glockengießerei Perner, Passau | b1        | AVE MARIA                       |
| 3   | St. Erhard-Glocke, Sterbeglocke | 1949     | Glockengießerei Perner, Passau | c2        | HL. ERHARD BITTE FÜR UNS        |

Die Viertelstunden schlägt die mittlere, die Stunden die große Glocke. Samstags um 14 Uhr wird der Sonntag eingeläutet.